# Krasne, Tîvriv
Krasne (în ucraineană Красне) este un sat în comuna Nove Misto din raionul Tîvriv, regiunea Vinnița, Ucraina.

## Demografie
Componența lingvistică a localității Krasne
     Ucraineană (97,75%)
     Rusă (1,17%)
     Alte limbi (0,99%)
Conform recensământului din 2001, majoritatea populației localității Krasne era vorbitoare de ucraineană (97,75%), existând în minoritate și vorbitori de rusă (1,17%).